# ジュンツ・パル・カタルーニャ
ジュンツ・パル・カタルーニャ（カタルーニャ語: Junts per Catalunya, JuntsxCat）は、スペイン・カタルーニャ州における選挙連合。カタルーニャ州政府のカルラス・プッチダモン元首相を中心として、2017年12月21日の2017年カタルーニャ自治州議会選挙のために設立された。「カタルーニャのための連合」「カタルーニャのための団結」を意味する。

## 経緯
カタルーニャ・ヨーロッパ民主党(PDeCAT)、事実上の解散状態にあるカタルーニャ民主集中(CDC)、無所属議員で構成されている。CDCの籍は形だけのものであり所属議員はいないため、実質的にはこの選挙連合はPDeCATと無所属議員の集まりである。無所属議員は市民団体の人物からなるプッチダモンの個人的な候補者リストの者が含まれる。カタルーニャ共和主義左翼(ERC)と人民統一候補(CUP)がジュンツ・パル・シの選挙連合を拒否した後、プッチダモンは自治州議会選挙に向けて、カタルーニャ・ヨーロッパ民主主義党単独での候補者リストを拒否して「国の候補者リスト」を提出することを選んだ。
投票前の世論調査で独立賛成派は過半数の議席に及ばないとみられていたが、ジュンツ・パル・カタルーニャは34議席を、独立賛成派全体では70議席を獲得し、プッチダモンは亡命先のベルギー・ブリュッセルから勝利を宣言した。

## 構成者
- カタルーニャ・ヨーロッパ民主党（英語版）(PDeCAT)
- カタルーニャ民主集中(CDC)
- 無所属議員

## 選挙結果
カタルーニャ自治州議会
| 年   | 得票数  | 得票数 | 得票数 | 議席数   | 議席数 | 地位   | 順位 |
| 年   | #       | 得票率 | 増減   | #        | ±      | 地位   | 順位 |
| ---- | ------- | ------ | ------ | -------- | ------ | ------ | ---- |
| 2017 | 948,233 | 21.7%  | -      | 34 / 135 | 3      | 不透明 | 2位  |

## ロゴ
- キャンペーンロゴ
- カラーロゴ